# Kolding IF Fodbold (kvinder)
Kolding IF Fodbold Kvinder er en dansk kvindefodboldklub fra Kolding, som spiller i landets bedste liga, Gjensidige Kvindeligaen.

## Historie
I 2007 blev Kolding IF, Nr. Bjært Strandhuse IF og Kolding Boldklub samlet som ét hold i den ældste ungdomsrække under navnet Kolding FCQ. Samarbejdet varede ét år, hvorefter Nr. Bjært Strandhuse IF og Kolding Boldklub fortsatte under KoldingQ. Kolding Boldklubs bedste seniorhold blev efterfølgende lagt ind under KoldingQ. Samtidig blev KoldingQ et anpartsselskab med Kolding Boldklub som ejere.
Elitesatsningen tog herefter fart med ansættelsen af René Voss, Jesper Bisgaard og Tommy Holm som trænere gennem 3 år for vores talentfulde U18 hold. Seniorholdet spillede nu også i den bedste kvinderække Elitedivisionen. Op til flere gange, kæmpede klubben for at blive i ligaen og undgå nedrykning til 1. divisionen. Elitesatsningen på U18 holdet blev videreført i seniorrækken, hvor Lene Terp blev ansat som træner. Terp var garant for, at hele arbejdet med truppen blev elitær, og KoldingQ blev bedre og bedre på alle niveauer. Under hendes ledelse blev det til 2 bronzemedaljer i den bedste kvinderække. Efter Lene Terp overtog Peter Pedersen, hvor det indtil videre er blevet til en pokalfinale og en bronzemedalje i den bedste kvinderække. Samtidig er det blevet til 3 guldmedaljer og en lang række sølv- og bronzemedaljer i U18 DM rækken.
KoldingQ har i de sidste par år været den klub, der har haft flest udtagne spillere på ungdomslandsholdene.
Den 1. juli 2019 blev en milepæl for KoldingQ. På 2 generalforsamlinger i Kolding Boldklub blev det vedtaget at spalte KoldingQ ud af Kolding Boldklub, og klubben er nu en selvstændig forening. KoldingQ skal samtidig flytte til den nordlige del af byen, hvor Kolding Kommune har sikret økonomien til et helt nyt stadion og træningsbane i tilknytning til Bramdrupdamhallerne. I December 2019, åbnede det nye træningsanlæg og stadionet kommer til at gå under navnet Fynske Bank Arena, med en kapacitet på 2.500 tilskuere. Desuden blev Fynske Bank, ny hovedsponsor i klubben, hvorefter man også ændrede klubbens logo, spillertrøjer og image.
Klubben ansatte også Anders Jensen, som nye cheftræner for kvindeholdet.
I 2009 vandt Kolding Boldklub sølv ved DM i futsal med et nederlag mod OB. I de efterfølgende to år vandt holdet sølv under navnet KoldingQ, efter nederlag til Team Viborg og Skovbakken. I 2012 blev det til bronzemedaljer.
Klubben blev fusioneret og inkluderet i et samarbejde med Kolding IF Fodbold i september 2021, efter at have været en selvstændig kvindefodboldklub siden 2009.

## Aktuel trup
Oversigten er opdateret til og med 13. marts 2022
| Nr. | Land    | Position | Spiller                  |
| --- | ------- | -------- | ------------------------ |
| 1   | Danmark | MM       | Sofie Grøn               |
| 2   | Danmark | FO       | Sofie Karsberg           |
| 3   | Danmark | FO       | Freya Winther            |
| 4   | Danmark | FO       | Emma Veletanlic          |
| 5   | Danmark | FO       | Sofie Emilie Riis        |
| 6   | Danmark | MI       | Pernille Sandvig         |
| 7   | Danmark | MI       | Ida Guldager             |
| 8   | Danmark | FO       | Emma Elvine Bernth       |
| 9   | Danmark | FO       | Louise Eriksen (anfører) |
| 10  | Danmark | AN       | Emma Hoppe               |
| 11  | Danmark | AN       | Solveig Enemark Andersen |
| 12  | Danmark | MI       | Ditte Langberg           |
| 14  | Danmark | MI       | Laura Høgh Faurskov      |

| Nr. | Land    | Position | Spiller                  |
| --- | ------- | -------- | ------------------------ |
| 15  | Danmark | MI       | Signe Boysen             |
| 16  | Danmark | FO       | Mille Jusjong Henriksen  |
| 17  | Danmark | FO       | Ea Rasmussen             |
| 18  | Danmark | FO       | Sarah Katrine Thygesen   |
| 19  | Danmark | AN       | Cecilie Christensen      |
| 20  | Danmark | MI       | Ajla Julardzija          |
| 21  | Danmark | MM       | Maja Poulsen             |
| 22  | Danmark | MI       | Mathilde Gaarn Hansen    |
| 23  | Danmark | AN       | Sofie Hornemann          |
| 24  | Danmark | FO       | Josefine Clifford Valbak |
| 25  | Danmark | MI       | Juliane Gade             |
| 26  | Danmark | MM       | Frieda Ravnskjær         |

### Trænerteam
Trænerteam for sæsonen 2021-22.
| Rolle           | Navn                   |
| --------------- | ---------------------- |
| Cheftræner      | Jesper Bisgaard        |
| Assistenttræner | Brian Kastling         |
| Målvogtertræner | Christian Dybro        |
| Holdleder       | Birgitte Dam           |
| Fysisk træner   | Thomas Padkær Petersen |
| Fysioterapeut   | Lars Voss Hansen       |
| Teknisk chef    | Frederik Lund          |

## Placeringer
| Sæson   |        | Pos. | Kampe | V | U | T  | MF | MI | Point | Cup | Noter[7] |
| ------- | ------ | ---- | ----- | - | - | -- | -- | -- | ----- | --- | -------- |
| 2007-08 | 1. div | -    | -     | - | - | -  | -  | -  | -     |     |          |
| 2008-09 | 3F-L   | 9    | 18    | 3 | 3 | 12 | 23 | 66 | 12    |     |          |
| 2009-10 | 3F-L   | 5    | 18    | 9 | 3 | 6  | 42 | 36 | 30    | -   |          |
| 2010-11 | 3F-L   | 8    | 18    | 5 | 0 | 13 | 26 | 60 | 15    | -   |          |
| 2011-12 | 3F-L   | 7    | 18    | 5 | 2 | 11 | 25 | 60 | 17    |     |          |
| 2012-13 | 3F-L   |      | -     | - | - | -  | -  | -  |       |     |          |